# Pasta con i peperoni cruschi
La pasta con i peperoni cruschi è un piatto tipico della cucina lucana. 

## Descrizione
Espressione della cucina contadina lucana, viene preparato con ingredienti "poveri". Protagonista del piatto è il peperone crusco, un peperone essiccato dal sapore delicato che viene "scottato" in olio bollente per ottenere una consistenza croccante (da qui il termine dialettale "crusco"), a cui viene aggiunta mollica fritta di pane raffermo. I tipi di pasta impiegati sono principalmente strascinati, ferretti (o frizzuli) e cavatelli. Da tradizione, è considerato un piatto di recupero, soprattutto per evitare lo spreco del pane vecchio.

## Preparazione

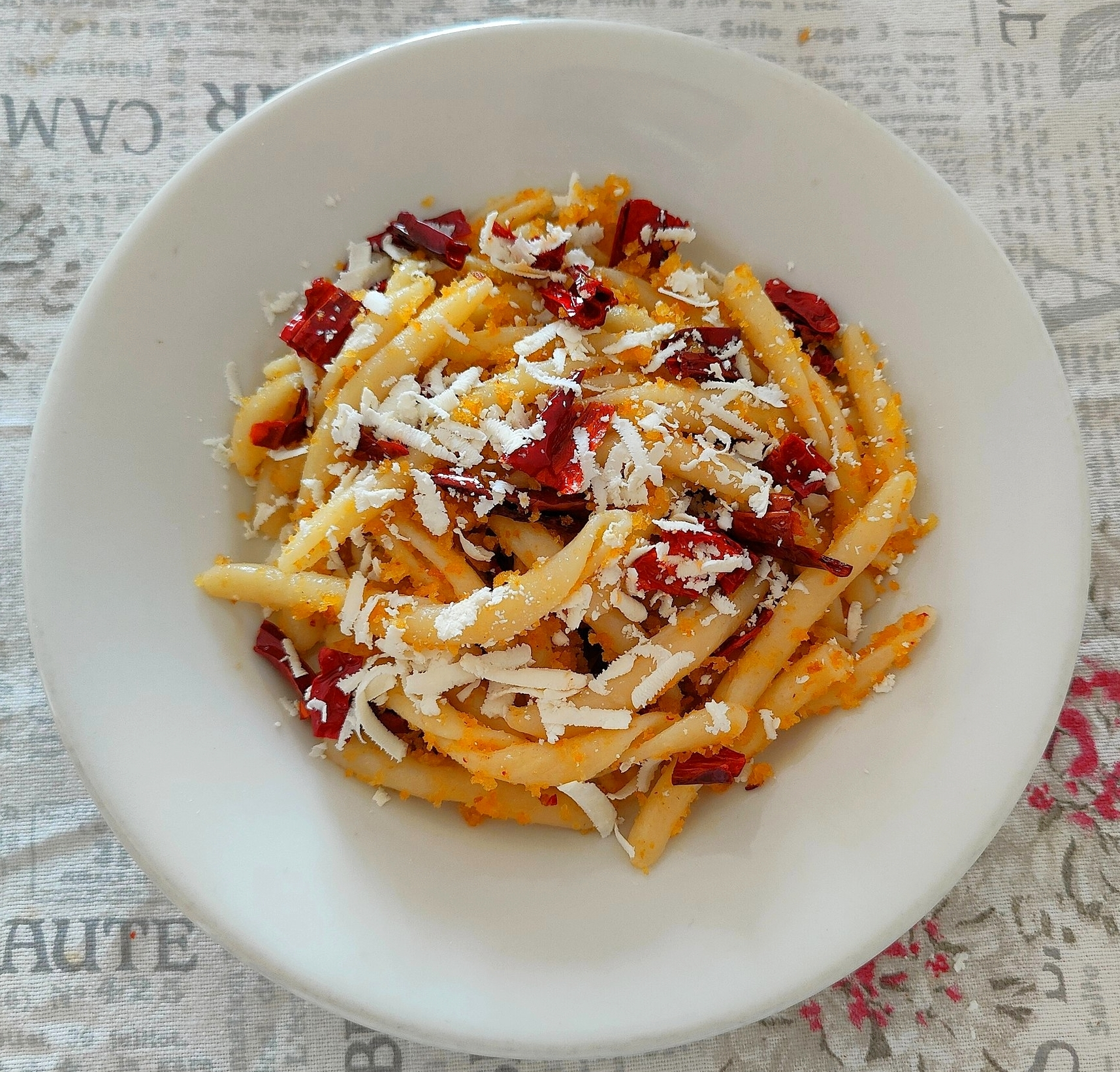
Frizzuli con peperoni cruschi e cacioricotta

La preparazione è piuttosto semplice, benché necessiti di alcune accortezze. I peperoni vengono puliti con un panno asciutto, privati del picciolo e svuotati dei semi per essere, in seguito, scottati in olio caldo e non fumante, aromatizzato con uno spicchio d'aglio che viene rimosso prima della cottura. La cottura avviene in pochi secondi. Una volta immersi nell'olio, i peperoni tendono a gonfiarsi e, dopo averli rigirati velocemente un paio di volte, devono essere subito estratti onde evitare bruciature che ne compromettono il sapore, dando un aroma sgradevole. Una volta messi da parte per raffreddarsi (ottenendo così la tipica croccantezza) e, successivamente, tagliati a pezzetti, nello stesso olio viene dorata la mollica sbriciolata. A cottura ultimata della pasta, gli ingredienti vengono mescolati ed, infine, conditi con una parte di peperoni e, a scelta, scaglie di pecorino, cacioricotta o ricotta salata con l'aggiunta del prezzemolo.